# Kgalema Motlanthe

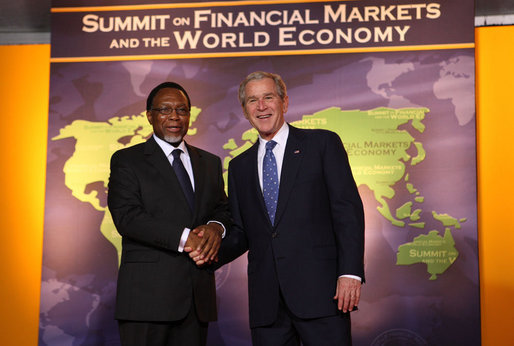
Kgalema Motlanthe z George’em W. Bushem w czasie szczytu G-20 w Waszyngtonie, 15 listopada 2008

Kgalema Motlanthe (wym. [ˈkxɑ.lɪ.mɑ mʊ.ˈtɬʼɑ.n.tʰɛ]; ur. 19 lipca 1949 w Boksburgu) – południowoafrykański polityk i działacz przeciw apartheidowi, wiceprzewodniczący Afrykańskiego Kongresu Narodowego (ANC) w latach 2007–2012, prezydent Republiki Południowej Afryki od 25 września 2008 do 9 maja 2009, wiceprezydent Republiki Południowej Afryki od 10 maja 2009 do 26 maja 2014.

## Walka z apartheidem
Kgalema Motlanthe urodził się w 1949 w Boksburgu. Dorastał w miejscowości Alexandra na przedmieściach Johannesburga. Jego ojciec był górnikiem, a matka garderobianką. Uczęszczał do anglikańskiej szkoły misjonarskiej Pholoso Primary. Następnie ukończył szkołę Orlando High School w Soweto. W młodości służył jako ministrant.
Motlanthe dorastał pod wpływem ideologii Ruchu Świadomości Czarnych (Black Consciousness Movement), kierowanego przez Steve’a Bika. W latach 70. XX w. w czasie kiedy pracował w Radzie Miejskiej Johannesburga, został zrekrutowany do Umkhonto we Sizwe, militarnego skrzydła Afrykańskiego Kongresu Narodowego. Jako jego działacz stworzył jednostkę, zajmującą się rekrutacją towarzyszy do szkoleń wojskowych.
W kwietniu 1976 za swoją działalność w obronie praw czarnych został zatrzymany na 11 miesięcy. Po powstaniu studentów w Soweto, Motlanthe w 1977 został skazany na 10 lat więzienia na wyspie Robbeneiland. Po odbyciu kary, został zwolniony w 1987 i stał się działaczem Narodowego Związku Górników (NUM, National Union of Mineworkres). W 1992 objął funkcję sekretarza generalnego NUM.

## Działalność polityczna
W 1997 po rezygnacji z funkcji sekretarza generalnego Afrykańskiego Kongresu Narodowego (ANC, African National Congress) przez Cyrila Ramaphosę, Kgalema Motlanthe zajął jego miejsce.
18 grudnia 2007 Kgalema Motlanthe, w czasie 52. Konferencji Narodowej ANC w Polokwane, został wybrany nowym wiceprzewodniczącym partii.
W maju 2008 został członkiem parlamentu, a w lipcu 2008 objął funkcję ministra bez teki w gabinecie prezydenta Thabo Mbekiego.

## Prezydentura
22 września 2008 został mianowany przez Afrykański Kongres Narodowy kandydatem do objęcia urzędu prezydenta RPA, po rezygnacji ze stanowiska przez Thabo Mbekiego. Mbeki zrezygnował z urzędu szefa państwa dzień wcześniej, po apelu ze strony ANC po tym, jak pod jego adresem pojawiły się zarzuty ingerencji w postępowanie prokuratorskie przeciw przewodniczącemu ANC, Jacobowi Zumie.
25 września 2008 został wybrany prezydentem przez parlament, w którym ANC posiada większość głosów. W głosowaniu zdobył 269 z 351 głosów. Motlanthe miał pełnić funkcję prezydenta do czasu wyborów generalnych w kwietniu 2009 i wyboru przez parlament nowej głowy państwa.
W wyborach parlamentarnych w kwietniu 2009 zwycięstwo odniósł Afrykański Kongres Narodowy, torując w ten sposób drogę do prezydentury jego przewodniczącemu, Jacobowi Zumie. 6 maja 2009 Jacob Zuma został wybrany przez członków parlamentu nowym prezydentem kraju. 9 maja 2009 odbyła się oficjalna ceremonia zaprzysiężenia prezydenta.
10 maja 2009 prezydent Zuma ogłosił skład swojego gabinetu, w którym Kgalema Motlanthe objął stanowisko wiceprezydenta.